# آدینا پینتیلی
آدینا پینتیلی (به رومانیایی: Adina Pintilie)؛ زادهٔ ۱۲ ژانویهٔ ۱۹۸۰) کارگردان و فیلم‌نامه‌نویس اهل رومانی است.

## جوایز
او توانست به خاطر فیلم به من دست نزن جایزه خرس طلایی شصت و هشتمین جشنواره بین‌المللی فیلم برلین را به دست بیاورد.

## فیلمشناسی
- به من دست نزن (۲۰۱۸)

## جوایز
- خرس طلایی (۲۰۱۸)